# Sojus TMA-18M
Sojus TMA-18M ist eine Missionsbezeichnung für einen Flug des russischen Raumschiffs Sojus zur Internationalen Raumstation. Im Rahmen des ISS-Programms trug der Flug die Bezeichnung ISS AF-44S. Es war der 44. Besuch eines Sojus-Raumschiffs an der ISS und der 150. Flug im Sojusprogramm.

## Besatzung

### Startbesatzung
- Sergei Alexandrowitsch Wolkow (3. Raumflug), Kommandant (Russland/Roskosmos)
- Andreas Mogensen (1. Raumflug), Bordingenieur (Dänemark/ESA)
- Aidyn Aimbetow (1. Raumflug), Bordingenieur (Kasachstan/KazKosmos)[2]

### Ersatzmannschaft
- Oleg Iwanowitsch Skripotschka (2. Raumflug), Kommandant (Russland/Roskosmos)
- Thomas Pesquet (1. Raumflug), Bordingenieur (Frankreich/ESA)
- Sergei Walerjewitsch Prokopjew (1. Raumflug), Bordingenieur (Russland/Roskosmos)

### Rückkehrbesatzung
- Sergei Alexandrowitsch Wolkow (3. Raumflug), Kommandant (Russland/Roskosmos)
- Michail Borissowitsch Kornijenko (2. Raumflug), Bordingenieur (Russland/Roskosmos)
- Scott Kelly (4. Raumflug), Bordingenieur (USA/NASA)

## Missionsbeschreibung
Die Mission brachte mit Sergei Wolkow lediglich ein Langzeitbesatzungsmitglied der ISS-Expeditionen 45 und 46 zur Internationalen Raumstation. Das Sojus-Raumschiff löste Sojus TMA-16M als Rettungskapsel ab, weil die Sojus-Raumschiffe nur eine 210-Tage-Einsatzgarantie haben. Andreas Mogensen blieb nur etwa eine Woche für die ESA-Mision „iriss“ zu Gast und kehrte mit Sojus TMA-16M zurück.
Erstmals wurde auf der ISS die Einsatzzeit von Besatzungsmitgliedern (Michail Kornijenko und Scott Kelly) auf nahezu ein Jahr verlängert, um die Effekte lang andauernder Schwerelosigkeit in Hinblick eines bemannten Marsfluges besser studieren zu können. Der dadurch frei werdende Platz im Sojus-Raumschiff wurde anfangs an die Weltraumtouristin Sarah Brightman verkauft, die den Flug jedoch, wie am 13. Mai 2015 bekannt wurde, aufgrund ungenannter familiärer Probleme auf unbestimmte Zeit verschoben hat. Ihr Platz wurde am 22. Juni 2015 an Aidyn Aimbetow aus Kasachstan vergeben. Aimbetow war bereits für einen ISS-Aufenthalt im Jahre 2009 vorgesehen gewesen, der dann abgesagt wurde.
Nach zweitägigem Alleinflug koppelte Sojus TMA-18M am 4. September 2015 an die ISS an. Das zuletzt übliche Rendezvous nach einem sechsstündigen Flug bei vier Erdumkreisungen konnte nicht durchgeführt werden, weil im August 2015 die ISS ein Ausweichmanöver zur Vermeidung einer Kollision mit Weltraumschrott durchführen musste. Dadurch war die Bahnhöhe der Raumstation nicht mehr für einen „Expressanflug“ geeignet.
Aimbetow und der dänische ESA-Astronaut Mogensen absolvierten eine ISS-Kurzzeitmission und kehrten bereits mit Sojus TMA-16M zur Erde zurück. Mogensen war damit der erste Däne, der in den Weltraum flog.
Sojus TMA-18M koppelte am 2. März 2016 pünktlich um 01:02 UTC mit Wolkow, Kornijenko und Kelly an Bord ab. Damit begann auf der ISS die Expedition 47 mit Timothy Kopra als Kommandant. Mit der Landung im vorhergesehenen Gebiet wurde die ISS-Expedition 46 endgültig und erfolgreich abgeschlossen.

## Galerie

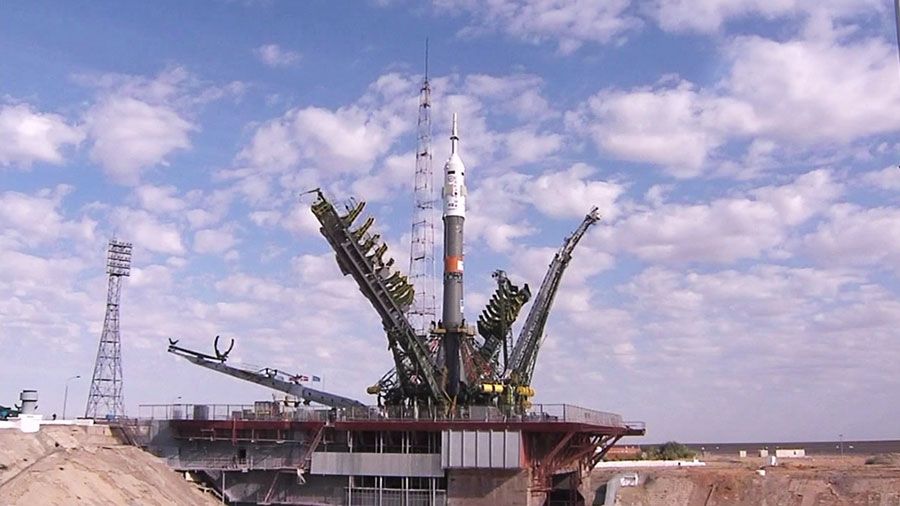
Die Rakete auf der Startrampe am 31. August 2015
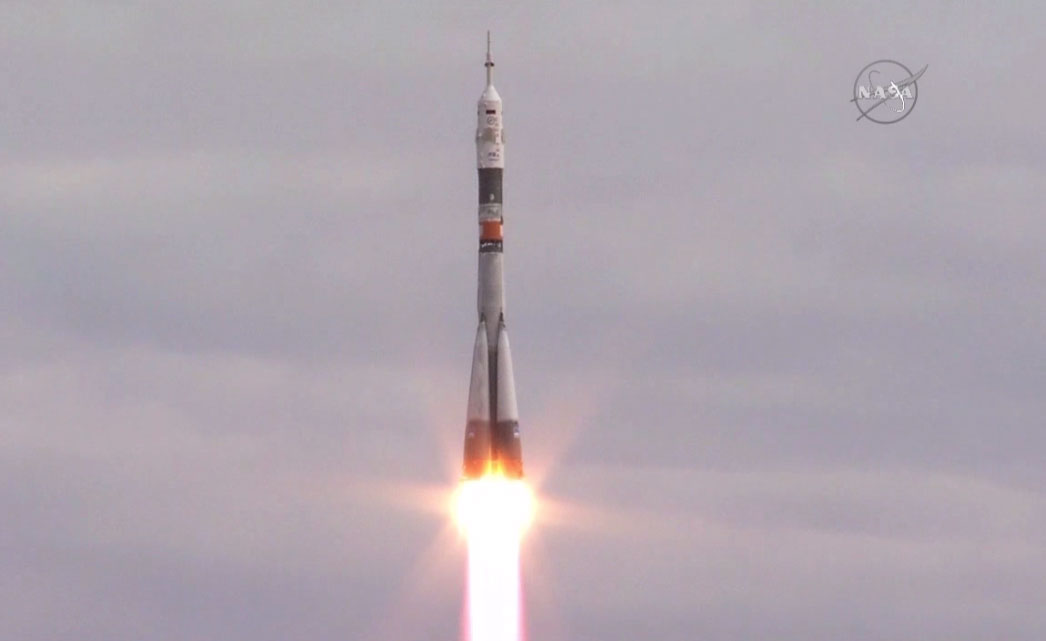
Der Start am 2. September
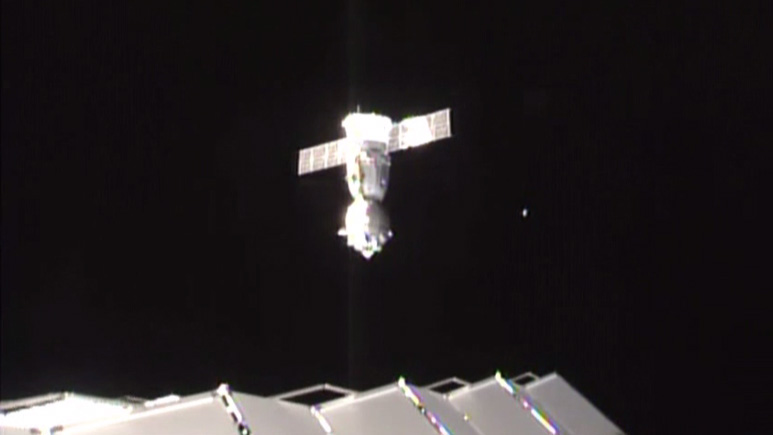
Das Raumschiff kurz nach dem Abdocken am 2. März 2016
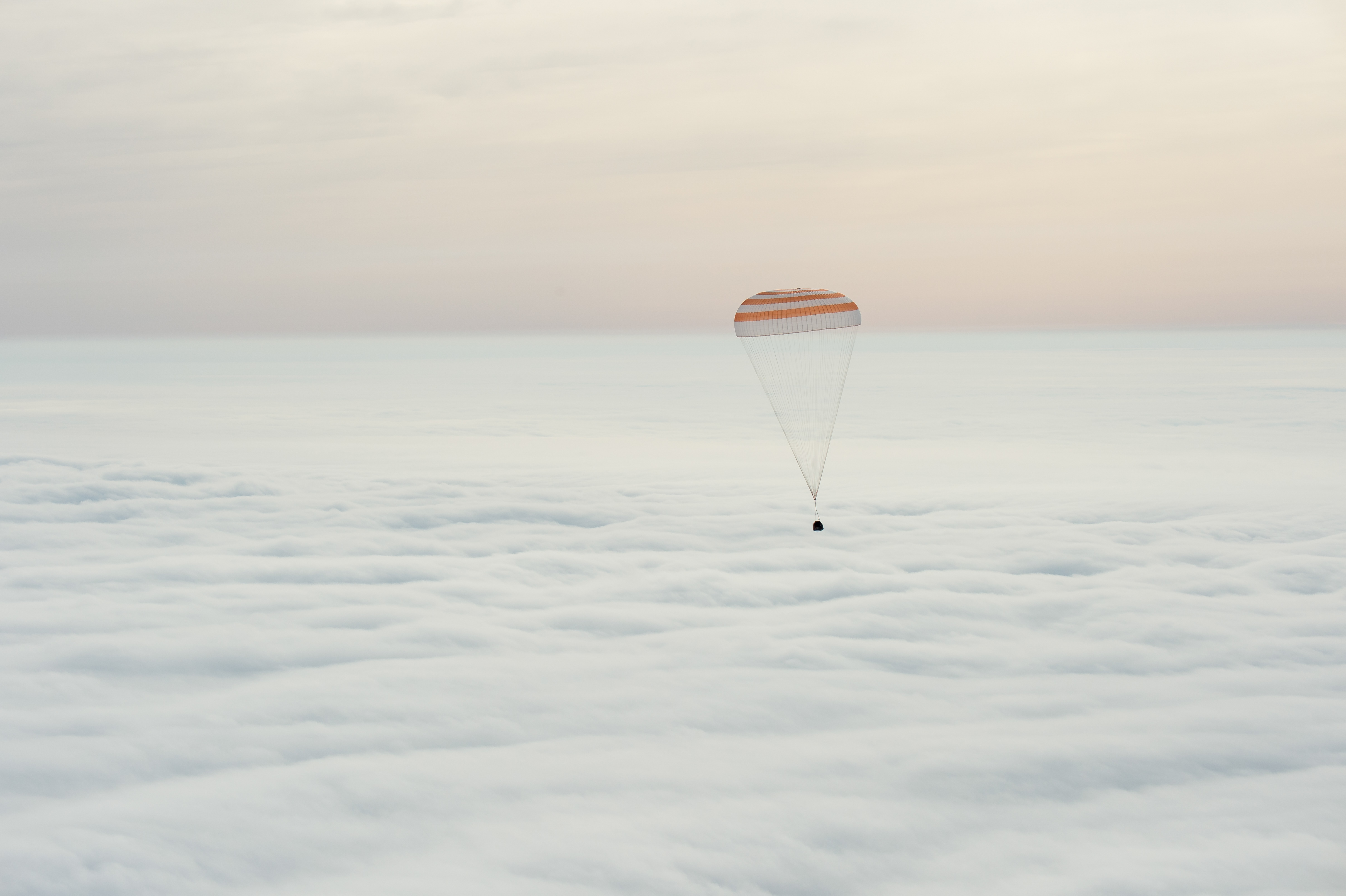
Die Landekapsel am Fallschirm
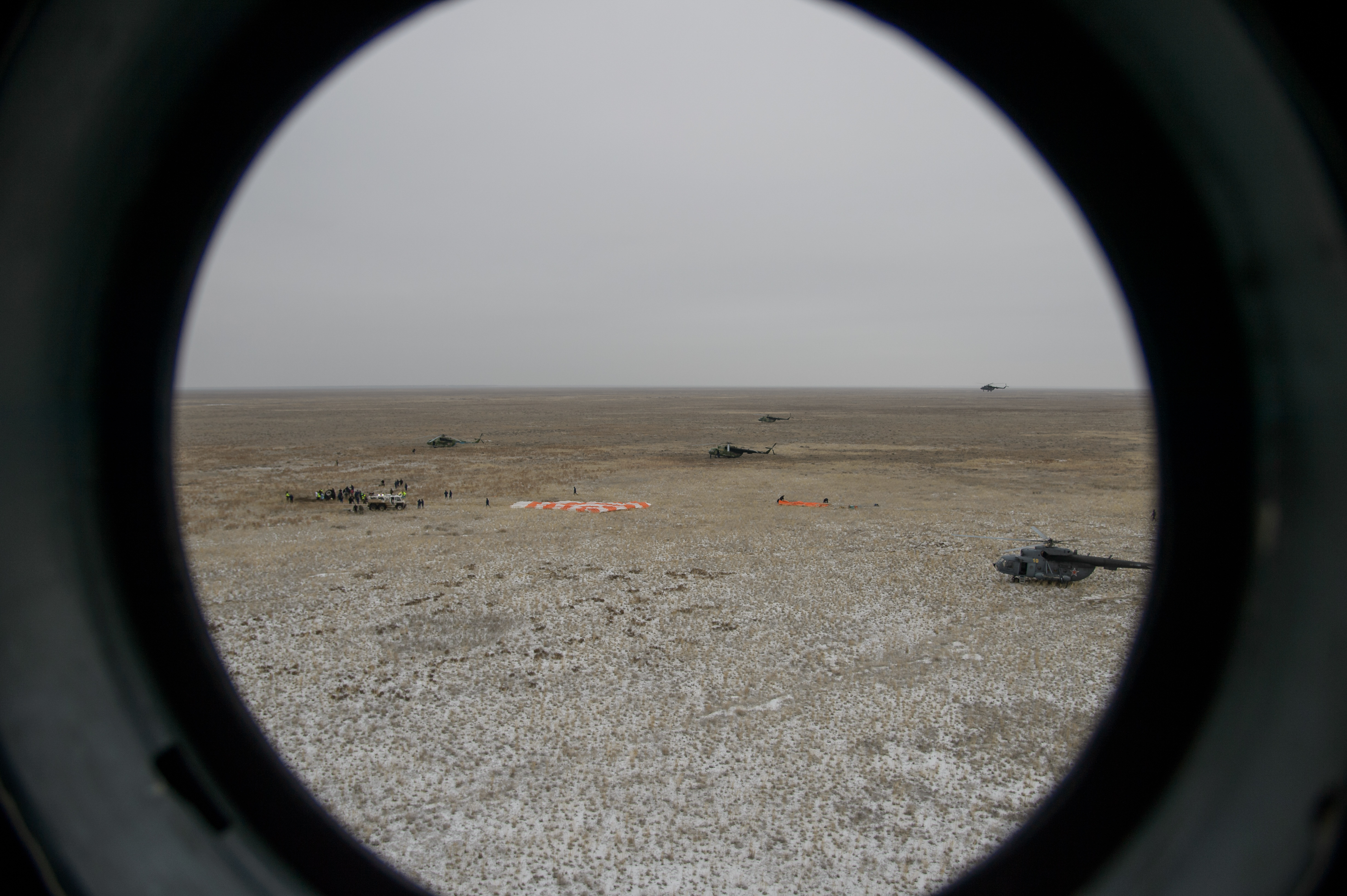
Der Landeplatz von einem Bergungshubschrauber aus gesehen
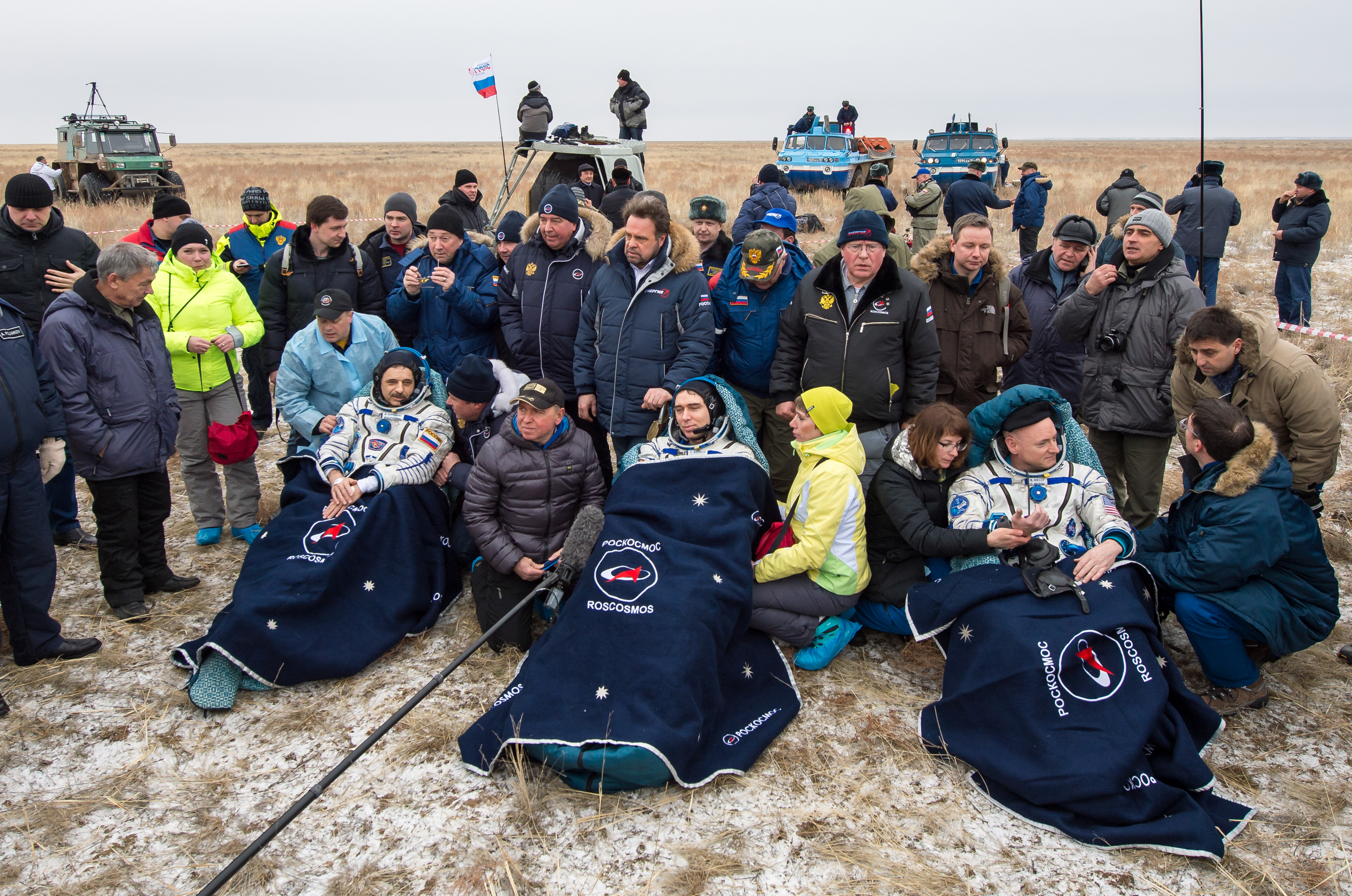
Die Rückkehrcrew mit den Helfern kurz nach der Landung